# Liste der Kulturdenkmale in Chemnitz-Sonnenberg, I–Z
In der Liste der Kulturdenkmale in Chemnitz-Sonnenberg, I–Z sind die Kulturdenkmale des Chemnitzer Stadtteils Sonnenberg verzeichnet, die bis Mai 2022 vom Landesamt für Denkmalpflege Sachsen erfasst wurden (ohne archäologische Kulturdenkmale) und deren Anschrift mit den entsprechenden Anfangsbuchstaben beginnt. Die Anmerkungen sind zu beachten.
Diese Aufzählung ist eine Teilmenge der Liste der Kulturdenkmale in Chemnitz.

## Liste der Kulturdenkmale in Chemnitz-Sonnenberg
| Bild           | Bezeichnung | Lage | Datierung                                                           | Beschreibung | ID       |
| -------------- | --- | --- | ------------------------------------------------------------------- | --- | -------- |
|                | Mietshaus in geschlossener Bebauung | Jakobstraße 55 (Karte) | 1910                                                                | Bescheidener, aber qualitätvoller Mietsbau, weitestgehend original, Kachelverkleidung im Vestibül, städtebaulich von Bedeutung | 09203076 |
|                | Mietshaus in geschlossener Bebauung | Jakobstraße 65 (Karte) | 1909                                                                | Qualitätvoller gründerzeitlicher Mietsbau, weitestgehend original, baugeschichtlich von Bedeutung | 09203078 |
|                | Mietshaus in geschlossener Bebauung in Ecklage | Jakobstraße 67 (Karte) | 1911                                                                | Anspruchsvoll gestaltetes Mietshaus, schmuckreiche Fassade weitestgehend original, städtebaulich und baugeschichtlich bedeutsam | 09203077 |
|                | Mietshaus in halboffener Bebauung | Körnerstraße 34 (Karte) | 1914                                                                | Qualitätvoller Mietsbau, innen weitgehend original, baugeschichtlich von Bedeutung | 09203115 |
| Weitere Bilder | Schmuckplatz mit Transformatorenhäuschen | Lessingplatz (Karte) | 1863 (Planung des Platzes); 1930er Jahre (Transformatorenstation)   | Quadratische Platzanlage, weitestgehend erhaltener Gehölzbestand mit Allee, ursprüngliche gärtnerische Gestaltung noch gut erkennbar, sieben Straßen führen sternförmig auf den Platz zu, gartenkünstlerisch und städtebaulich von Bedeutung | 09203051 |
|                | Mietshaus in geschlossener Bebauung | Lessingplatz 2 (Karte) | 1903                                                                | Reich gegliederte Klinkerfassade, städtebaulich bedeutsam, da Bestandteil der Randbebauung des Lessingplatzes | 09202846 |
|                | Mietshaus in geschlossener Bebauung | Lessingplatz 3 (Karte) | 1889                                                                | Anspruchsvoll gestalteter Mietsbau, Teil der Umbauung des Lessingplatzes, ausgewogene Fassadengliederung mit zurückhaltender Mittenbetonung durch Balkons, baugeschichtlich von Bedeutung | 09202853 |
| Weitere Bilder | Mietshaus in geschlossener Bebauung in Ecklage | Lessingplatz 4 (Karte) | 1903                                                                | Original erhaltener Klinkerbau in städtebaulich wichtiger Position, wertvoll auf Grund des sehr aufwendig mit Malereien ausgestatteten Eingangsbereiches, baugeschichtlich von Bedeutung | 09202847 |
|                | Mietshaus in geschlossener Bebauung in Ecklage | Lessingplatz 6 (Karte) | 1905                                                                | Reich gegliederter Klinkerbau in markanter Situation am Lessingplatz, baugeschichtlich und städtebaulich von Bedeutung | 09202848 |
|                | Mietshaus in geschlossener Bebauung in Ecklage | Lessingplatz 8 (Karte) | 1904                                                                | Gründerzeitlicher Klinkerbau in städtebaulich markanter Situation am Lessingplatz, baugeschichtlich und städtebaulich von Bedeutung | 09202850 |
|                | Mietshaus in geschlossener Bebauung in Ecklage | Lessingplatz 10 (Karte) | 1904                                                                | Weitestgehend original erhaltene Klinkerfassade, städtebaulich wirksam als Teil der Randbebauung des Lessingplatzes, baugeschichtlich von Bedeutung | 09202852 |
|                | Mietshaus in ehemals geschlossener Bebauung in Ecklage                                                                                                 | Lessingplatz 13 (Karte) | 1907                                                                | Qualitätvoller gründerzeitlicher Etagenwohnbau, Teil der Umbauung des Lessingplatzes, Kachelverkleidung im Treppenhaus, baugeschichtlich und städtebaulich von Bedeutung | 09202845 |
| Weitere Bilder | Villa (Dresdner Straße 76) mit Remisengebäude (Anschrift: Lessingstraße 1)                                                                             | Lessingstraße 1 (Dresdner Straße 76) (Karte) | 1863                                                                | Außergewöhnliches Wohnhaus, in italienischen Neorenaissanceformen gestaltet, mit markantem Turm, baugeschichtlich von Bedeutung | 09202949 |
|                | Mietshaus in geschlossener Bebauung | Lessingstraße 9 (Karte) | 1881                                                                | Mietsbau aus der Frühzeit der Bebauung des Sonnenbergs, differenzierte, ausgewogene Fassadengliederung, von Pilastern gerahmtes Portal, weitestgehend unverändert, baugeschichtlich von Bedeutung | 09202956 |
| Weitere Bilder | Mietshaus in geschlossener Bebauung | Lessingstraße 10 (Karte) | 1893                                                                | Fein gegliederte gründerzeitliche Klinkerfassade mit originalen porphyrnen Baudetails, baugeschichtlich von Bedeutung | 09202948 |
|                | Mietshaus in geschlossener Bebauung konzipiert | Lessingstraße 11 (Karte) | Bezeichnet mit 1880                                                 | Mietsbau aus der Frühzeit der Bebauung am Sonnenberg, differenzierte, ausgewogene Fassadengliederung, weitestgehend original, baugeschichtlich von Bedeutung | 09202957 |
|                | Mietshaus in geschlossener Bebauung in Ecklage | Lessingstraße 12 (Karte) | Bezeichnet mit 1887                                                 | Plastisch gestaltete Klinkerfassade mit originalen Baudetails, markante Eckposition, baugeschichtlich von Bedeutung | 09202953 |
|                | Mietshaus in Ecklage | Lessingstraße 14 (Karte) | 1891                                                                | Anspruchsvoll gestalteter Mietsbau in prominenter städtebaulicher Situation | 09202955 |
|                | Mietshaus in ehemals geschlossener Bebauung in Ecklage                                                                                                 | Lessingstraße 28 (Karte) | 1896                                                                | Imponierender gründerzeitlicher Etagenwohnbau, Teil der Umbauung des Lessingplatzes, ausgewogene Fassadengliederung, guter Erhaltungszustand, baugeschichtlich und städtebaulich von Bedeutung | 09202954 |
| Weitere Bilder | Mietshaus in geschlossener Bebauung in Ecklage | Ludwig-Kirsch-Straße 1 (Karte) | 1889                                                                | Weitestgehend original erhaltener Klinkerbau, städtebaulich von Bedeutung als Eckgebäude, baugeschichtlich und städtebaulich von Bedeutung | 09202868 |
|                | Mietshaus in halboffener Bebauung in Ecklage | Ludwig-Kirsch-Straße 2 (Karte) | 1889                                                                | Weitestgehend original erhaltener gründerzeitlicher Klinkerbau, in städtebaulich markanter Situation, baugeschichtlich und städtebaulich von Bedeutung | 09202872 |
|                | Mietshaus in geschlossener Bebauung in Ecklage | Ludwig-Kirsch-Straße 8a (Karte) | 1902                                                                | Weitestgehend originaler Klinkerbau in markanter Ecklage, baugeschichtlich und städtebaulich von Bedeutung | 09202874 |
|                | Mietshaus in geschlossener Bebauung | Ludwig-Kirsch-Straße 11 (Karte) | 1889                                                                | Gründerzeitliche Klinkerfassade mit aufwendigem Dekor, baugeschichtlich von Bedeutung | 09202875 |
|                | Mietshaus in geschlossener Bebauung | Ludwig-Kirsch-Straße 13 (Karte) | 1890                                                                | Aufwendige gründerzeitliche Klinkerfassade mit porphyrnen Gliederungselementen, baugeschichtlich von Bedeutung | 09202876 |
|                | Mietshaus in geschlossener Bebauung | Ludwig-Kirsch-Straße 14 (Karte) | 1902                                                                | Zurückhaltender Mietsbau mit ausgewogener Fassadengliederung, baugeschichtlich von Bedeutung | 09202870 |
|                | Mietshaus in geschlossener Bebauung | Ludwig-Kirsch-Straße 16 (Karte) | 1901                                                                | Schlichte gründerzeitliche Klinkerfassade, wichtig für den Straßenzug, baugeschichtlich von Bedeutung | 09202871 |
|                | Mietshaus in geschlossener Bebauung | Ludwig-Kirsch-Straße 17 (Karte) | Bezeichnet mit 1902                                                 | Qualitätvolle gründerzeitliche Klinkerfassade mit abwechslungsreichen Fensterverdachungen, baugeschichtlich von Bedeutung | 09202878 |
|                | Mietshaus in geschlossener Bebauung in Ecklage | Ludwig-Kirsch-Straße 18 (Karte) | 1904                                                                | Qualitätvoller gründerzeitlicher Mietshausbau mit fein gegliederter Klinkerfassade, für das Straßenbild wichtiger Eckerker, baugeschichtlich und städtebaulich von Bedeutung | 09202866 |
| Weitere Bilder | Katholische Pfarrkirche St. Joseph und Pfarrei sowie ehemalige Katholische Schule (Sachgesamtheit)                                                     | Ludwig-Kirsch-Straße 19 (Gießerstraße 36, Tschaikowskistraße 49) (Karte) | 1903–1909                                                           | Sachgesamtheit Katholische Pfarrkirche und Pfarrei St. Joseph sowie ehemalige Katholische Schule, mit folgenden Einzeldenkmalen: Pfarrkirche und Einfriedung entlang der Ludwig-Kirsch-Straße (siehe 09202860,), Pfarrhaus (siehe 09202775, Gießerstraße 36), Schule mit Turnhalle und Einfriedung (siehe 09203239, Tschaikowskistraße 49) sowie Pfarr- und Schulhofraum als Sachgesamtheitsteile; Funktionszusammenhang zwischen Pfarrkirche und Pfarrei St. Joseph sowie benachbarter Schule noch gut nachvollziehbar, Schule heute Evangelisches Schulzentrum, baugeschichtlich und ortsentwicklungsgeschichtlich von Bedeutung | 09306665 |
| Weitere Bilder | Pfarrkirche St. Joseph und Einfriedung entlang der Ludwig-Kirsch-Straße (Einzeldenkmale der Sachgesamtheit 09306665)                                   | Ludwig-Kirsch-Straße 19 (Karte) | 1907–1909 (Kirche); um 1937 (Orgel)                                 | Einzeldenkmale der Sachgesamtheit Katholische Pfarrkirche mit Ausstattung und Pfarrei St. Joseph sowie ehemalige Katholische Schule; Pfarrkirche neoromanische Basilika mit Westvorhalle, Funktionszusammenhang mit Pfarrei St. Joseph und benachbarter Schule noch gut nachvollziehbar, baugeschichtlich, ortsentwicklungsgeschichtlich und kunstgeschichtlich von Bedeutung | 09202860 |
|                | Mietshaus in geschlossener Bebauung | Ludwig-Kirsch-Straße 21 (Karte) | 1905                                                                | Reich gestalteter Klinkerbau mit neogotischen Formanklängen, baugeschichtlich von Bedeutung | 09202861 |
|                | Mietshaus in geschlossener Bebauung | Ludwig-Kirsch-Straße 22 (Karte) | 1903                                                                | Repräsentativer Klinkerbau mit gestalterisch aufwendigen Steinmetzarbeiten in Porphyr, straßenbildprägender Porphyrerker, baugeschichtlich von Bedeutung | 09202865 |
|                | Verwaltungsgebäude in geschlossener Bebauung konzipiert (Bundeshaus des Arbeiter-Samariter-Bundes)                                                     | Ludwig-Kirsch-Straße 23 (Karte) | Bezeichnet mit 1928                                                 | Qualitätvolle Fassadengestaltung im Wechsel von Klinker und Rauputz, expressionistische Formensprache, weitestgehend original, baugeschichtlich von Bedeutung | 09202859 |
|                | Mietshaus in geschlossener Bebauung | Ludwig-Kirsch-Straße 24 (Karte) | 1903                                                                | Original erhaltener gründerzeitlicher Klinkerbau mit qualitätvollen Porphyrarbeiten, die die Fassade ausgewogen gliedern, baugeschichtlich von Bedeutung | 09202864 |
|                | Mietshaus in halboffener Bebauung | Ludwig-Kirsch-Straße 25 (Karte) | 1914                                                                | Einfacher, aber qualitätvoller Mietsbau, ausgewogene, symmetrische Fassadengliederung, Kachelschmuck im Vestibül, außen und innen weitestgehend original, baugeschichtlich von Bedeutung | 09203156 |
|                | Mietshaus in geschlossener Bebauung | Ludwig-Kirsch-Straße 28 (Karte) | 1905                                                                | Zurückhaltend gegliederter gründerzeitlicher Klinkerbau, in gutem Erhaltungszustand, baugeschichtlich von Bedeutung | 09202862 |
|                | Mietshaus in geschlossener Bebauung | Ludwig-Kirsch-Straße 30 (Karte) | 1905                                                                | Reich gegliederter Klinkerbau mit straßenbildprägendem Dacherkergiebel, baugeschichtlich von Bedeutung | 09202863 |
|                | Mietshaus in geschlossener Bebauung in Ecklage | Ludwig-Kirsch-Straße 32 (Karte) | 1905                                                                | Reich gestalteter gründerzeitlicher Mietshausbau mit neogotischem Formengut in städtebaulich wichtiger Situation, baugeschichtlich von Bedeutung | 09202867 |
|                | Mietshaus in ehemals geschlossener Bebauung | Markusstraße 1 (Karte) | Bezeichnet mit 1893                                                 | Original erhaltener gründerzeitlicher Klinkerbau mit aufwendigen Poprhyrelementen, baugeschichtlich von Bedeutung | 09202790 |
|                | Mietshaus in geschlossener Bebauung | Markusstraße 4 (Karte) | Bezeichnet mit 1899                                                 | Aufwendig gestalteter, original erhaltener Klinkerbau der Jahrhundertwende um 1900, baugeschichtlich von Bedeutung | 09202782 |
|                | Mietshaus in Ecklage | Markusstraße 5 (Karte) | 1892                                                                | Repräsentativer Klinkerbau mit neobarocken Gestaltungselementen, Ecksituation wird gestalterisch umgesetzt, baugeschichtlich und städtebaulich von Bedeutung | 09202789 |
|                | Mietshaus in geschlossener Bebauung | Markusstraße 6 (Karte) | 1898                                                                | Einfacher, aber qualitätvoller Klinkerbau mit ausgewogener Fassadengliederung, baugeschichtlich von Bedeutung | 09202783 |
|                | Mietshaus in geschlossener Bebauung in Ecklage | Markusstraße 8 (Karte) | Bezeichnet mit 1891                                                 | Fein gegliederter gründerzeitlicher Klinkerbau in prägnanter Ecksituation, baugeschichtlich und städtebaulich von Bedeutung | 09202786 |
|                | Mietshaus in Ecklage | Markusstraße 10 (Karte) | 1903                                                                | Leicht überformter Putzbau der Zeit um 1905, wertvoll auf Grund der städtebaulich prägnanten Situation und der außergewöhnlichen, original erhaltenen Ornamentfriese | 09202788 |
|                | Mietshaus in geschlossener Bebauung | Markusstraße 12 (Karte) | 1903                                                                | Qualitätvoller, aufwendig gestalteter, gründerzeitlicher Mietshausbau, baugeschichtlich von Bedeutung | 09202787 |
|                | Mietshaus in geschlossener Bebauung | Markusstraße 14 (Karte) | 1903                                                                | Weitgehend originaler Klinkerbau mit abwechslungsreichen Fensterverdachungen, baugeschichtlich von Bedeutung | 09202785 |
| Weitere Bilder | Mietshaus in Ecklage | Markusstraße 15 (Karte) | 1902                                                                | Original erhaltener Klinkerbau mit qualitätvollen steinernen Gliederungselementen, baugeschichtlich und städtebaulich von Bedeutung | 09202794 |
|                | Mietshaus in geschlossener Bebauung | Markusstraße 16 (Karte) | 1903                                                                | Qualitätvoller Mietshausbau mit originalen porphyrnen Gliederungselementen, baugeschichtlich von Bedeutung | 09202784 |
|                | Mietshaus in geschlossener Bebauung in Ecklage | Markusstraße 17 (Karte) | 1902                                                                | Qualitätvoller, fein gegliederter Klinkerbau, von Bedeutung auf Grund der Ecksituation, baugeschichtlich von Bedeutung | 09202793 |
|                | Mietshaus in geschlossener Bebauung | Markusstraße 19 (Karte) | 1891                                                                | Qualitätvoller gründerzeitlicher Klinkerbau mit fein gestalteten Fenstereinfassungen, baugeschichtlich von Bedeutung | 09202791 |
|                | Mietshaus in geschlossener Bebauung | Markusstraße 21 (Karte) | 1891                                                                | Ausgewogen gegliederter Klinkerbau in weitestgehend originalem Erhaltungszustand, baugeschichtlich von Bedeutung | 09202792 |
|                | Mietshaus in Ecklage | Markusstraße 23 (Karte) | 1902                                                                | Gründerzeitlicher Klinkerbau in städtebaulich wichtiger Situation, baugeschichtlich von Bedeutung | 09202781 |
|                | Mietshaus in geschlossener Bebauung | Markusstraße 25 (Karte) | 1902                                                                | Einfacher, jedoch anspruchsvoll gestalteter Etagenwohnbau, guter Zustand, Deckenstuck und Malereien im Vestibül, baugeschichtlich von Bedeutung | 09202808 |
|                | Mietshaus in geschlossener Bebauung | Markusstraße 27 (Karte) | 1902                                                                | Anspruchsvoll gestalteter Etagenwohnbau mit aufwendiger Bekrönung in Neorenaissanceformen, weitestgehend original, baugeschichtlich von Bedeutung | 09202807 |
|                | Mietshaus in geschlossener Bebauung | Markusstraße 28 (Karte) | 1903                                                                | Anspruchsvoll gestalteter Etagenwohnbau mit reich variierten Fensterumrahmungen, in sehr gutem Erhaltungszustand, baugeschichtlich von Bedeutung | 09202804 |
|                | Mietshaus in geschlossener Bebauung | Markusstraße 30 (Karte) | 1903                                                                | Qualitätvoller Etagenwohnbau mit ausgewogener Fassadengliederung, weitestgehend original, im Inneren Malereien, baugeschichtlich von Bedeutung | 09202800 |
|                | Mietshaus in geschlossener Bebauung | Markusstraße 31 (Karte) | 1903                                                                | Qualitätvoller Etagenwohnbau, reicher Fassadenschmuck, Jugendstilmotive, weitestgehend original, baugeschichtlich von Bedeutung | 09202803 |
|                | Mietshaus in geschlossener Bebauung mit rückwärtigem Gewerbegebäude, zusammengehörig mit Nr. 34                                                        | Markusstraße 32 (Karte) | 1897                                                                | Bemerkenswerter Wohn- und Gewerbebau mit besonders anspruchsvoller Fassadenkomposition, Jugendstilformen, guter Erhaltungszustand, erbaut als Verwaltungsgebäude des Konsumvereins, baugeschichtlich und ortsgeschichtlich von Bedeutung | 09202799 |
|                | Mietshaus in geschlossener Bebauung | Markusstraße 33 (Karte) | 1903                                                                | Qualitätvoller Mietsbau mit variationsreichem Fassadenschmuck, weitgehend original, baugeschichtlich von Bedeutung | 09202802 |
|                | Verwaltungsgebäude in geschlossener Bebauung, zusammengehörig mit Nr. 32                                                                               | Markusstraße 34 (Karte) | Bezeichnet mit 1907                                                 | Wertvoller, besonders aufwendig gestalteter und sehr gut erhaltener Etagenwohnbau, bemerkenswerte Dekorationselemente in Jugendstilformen, erbaut als Verwaltungsgebäude des Konsumvereins, baugeschichtlich und ortsgeschichtlich von Bedeutung | 09202798 |
|                | Mietshaus in geschlossener Bebauung | Markusstraße 35 (Karte) | Bezeichnet mit 1902                                                 | Qualitätvoller Etagenwohnbau mit ausgewogener Fassadengliederung, weitestgehend original, Wand- und Deckenstuck im Vestibül, baugeschichtlich von Bedeutung | 09202801 |
|                | Mietshaus in geschlossener Bebauung | Markusstraße 36 (Karte) | 1903                                                                | Qualitätvoller Etagenwohnbau, straffe, horizontal akzentuierte Fassadengestaltung, weitestgehend original, baugeschichtlich von Bedeutung | 09202797 |
|                | Mietshaus in geschlossener Bebauung | Markusstraße 37 (Karte) | 1902                                                                | Einfacher Mietsbau mit qualitätvoller Fassadengestaltung, weitgehend unverändert, baugeschichtlich von Bedeutung | 09202805 |
|                | Mietshaus in geschlossener Bebauung | Markusstraße 38 (Karte) | 1903                                                                | Qualitätvoller Mietsbau, straffe Fassadengliederung, neobarocke Formanklänge, weitestgehend original, baugeschichtlich von Bedeutung | 09202796 |
|                | Mietshaus in geschlossener Bebauung | Markusstraße 40 (Karte) | 1903                                                                | Qualitätvoller Etagenwohnbau mit ausgewogener Fassadengliederung und mittigem Dacherker in Formen der Neorenaissance, weitestgehend original, baugeschichtlich von Bedeutung | 09202795 |
|                | Mietshaus in halboffener Bebauung | Mosenstraße 3 (Karte) | 1904                                                                | Reich gestaltete Putzfassade mit originalen Baudetails, baugeschichtlich von Bedeutung | 09203166 |
|                | Mietshaus in geschlossener Bebauung | Mosenstraße 4 (Karte) | 1904                                                                | Zurückhaltender, weitestgehend original erhaltener Mietsbau, baugeschichtlich von Bedeutung | 09203231 |
|                | Mietshaus in geschlossener Bebauung | Mosenstraße 5 (Karte) | 1904                                                                | Qualitätvoll gestaltete Klinkerfassade mit abwechslungsreichen Fenstereinrahmungen, weitestgehend original, baugeschichtlich von Bedeutung | 09203170 |
|                | Mietshaus in geschlossener Bebauung | Mosenstraße 6 (Karte) | 1904                                                                | Zurückhaltender Mietsbau, ausgewogene Fassadengestaltung, gut erhaltene ornamentale Details, baugeschichtlich von Bedeutung | 09203232 |
|                | Mietshaus in geschlossener Bebauung | Mosenstraße 7 (Karte) | 1904                                                                | Weitestgehend originaler Putzbau mit feinen Baudetails, baugeschichtlich von Bedeutung | 09203169 |
|                | Mietshaus in geschlossener Bebauung | Mosenstraße 8 (Karte) | 1904                                                                | Anspruchsvoll gestalteter Mietsbau, ausgewogene Fassadengliederung, weitestgehend original, baugeschichtlich von Bedeutung | 09203233 |
|                | Mietshaus in geschlossener Bebauung | Mosenstraße 9 (Karte) | Bezeichnet mit 1909                                                 | Städtebaulich von Bedeutung, ehemals sehr fein strukturierte Putzfassade | 09203167 |
|                | Mietshaus in geschlossener Bebauung | Mosenstraße 10 (Karte) | 1904                                                                | Fein gestaltete Klinkerfassade mit reicher Bauornamentik, weitestgehend original, baugeschichtlich von Bedeutung | 09203171 |
|                | Mietshaus in geschlossener Bebauung konzipiert | Mosenstraße 12 (Karte) | 1904                                                                | Qualitätvolle, reich gegliederte Klinkerfassade in originalem Erhaltungszustand, baugeschichtlich von Bedeutung | 09203168 |
|                | Mietshaus in geschlossener Bebauung mit Vorgarten | Münchner Straße 1 (Karte) | 1908                                                                | Ausgewogen gegliederte Klinkerfassade, weitestgehend original, baugeschichtlich von Bedeutung | 09203133 |
|                | Mietshaus in geschlossener Bebauung mit Vorgarten | Münchner Straße 2 (Karte) | 1909                                                                | Qualitätvolle Klinkerfassade, ausgewogen gegliedert, baugeschichtlich von Bedeutung | 09203142 |
|                | Mietshaus in geschlossener Bebauung mit Vorgarten | Münchner Straße 4 (Karte) | 1911                                                                | Qualitätvolle Putzfassade mit differenzierter Ornamentik, in weitestgehend originalem Zustand, baugeschichtlich von Bedeutung | 09203138 |
|                | Mietshaus in geschlossener Bebauung mit Vorgarten | Münchner Straße 4a (Karte) | 1912                                                                | Gut gegliederter Putzbau, städtebauliche Bedeutung als Teil einer einheitlich geschlossenen Straßenrandbebauung, baugeschichtlich von Bedeutung | 09203139 |
|                | Mietshaus in geschlossener Bebauung mit Vorgarten | Münchner Straße 5 (Karte) | 1910                                                                | Typischer Mietsbau der späten Gründerzeit, baugeschichtlich von Bedeutung | 09203134 |
|                | Mietshaus in geschlossener Bebauung mit Vorgarten | Münchner Straße 6 (Karte) | 1912                                                                | Qualitätvolle, reich dekorierte Putzfassade in weitestgehend originalem Zustand, baugeschichtlich von Bedeutung | 09203140 |
|                | Mietshaus in geschlossener Bebauung mit Vorgarten | Münchner Straße 8 (Karte) | 1909                                                                | Reich gestaltete Putzfassade in weitestgehend originalem Zustand, baugeschichtlich von Bedeutung | 09203141 |
| Weitere Bilder | Wohnhauszeilen der Anlage (Einzeldenkmale der Sachgesamtheit 09203183)                                                                                 | Münchner Straße 12 bis 28 (gerade) (Karte) | Bezeichnet mit 1927–1928                                            | Einzeldenkmale der Sachgesamtheit Wissmannhof; Wohnhof nach Vorbild der Wiener Anlagen mit Gemeinschaftseinrichtungen und Grünflächen im Hof, von großer sozialgeschichtlicher, stadtgeschichtlicher und baukünstlerischer Bedeutung | 09302639 |
|                | Mietshaus in geschlossener Bebauung in Ecklage mit Vorgarten                                                                                           | Münchner Straße 13 (Karte) | Vermutlich 1927                                                     | Städtebaulich wichtige Ecksituation, typische Baumeisterarchitektur der 1920er Jahre | 09204158 |
|                | Mietshaus in geschlossener Bebauung mit Vorgarten | Münchner Straße 19 (Karte) | 1925                                                                | Schlichter Mietsbau mit sparsamem Schmuck, typische Baumeisterarchitektur der 1920er Jahre, weitestgehend original erhalten, Kachelschmuck im Eingangsbereich, baugeschichtlich von Bedeutung | 09203187 |
|                | Gaslaterne der Firma Ritter (Einzeldenkmal der Sachgesamtheiten 09304092 und 09203183)                                                                 | Münchner Straße 23 (gegenüber) (Karte) | 1854–1900 (Laternenmast); 1988–1989 (Nachguss Laterne Firma Ritter) | Einzeldenkmal innerhalb der Sachgesamtheit Gasbeleuchtung Chemnitz; besonders alter Mast typischer Chemnitzer Bauart, aufgrund seiner Singularität von hoher technikgeschichtlicher Bedeutung. Die Gaslaterne gehört zur Straßenbeleuchtung der Münchner Straße, die aus Gaslaternen der Firma Ritter und den in Chemnitz am häufigsten eingesetzten historisierenden Masten mit kanneliertem Schaft und längerem floralen Zierbereich besteht (vgl. hierzu auch die Beschreibung der Mastform im Sachgesamtheitsdokument 09304092). Im Gegensatz zu den anderen Gaslaternen in dieser Straße weist der vorliegende Schaft allerdings eine 16-stegige Kannelierung auf und ist damit deutlich feiner gestaltet. Dies wird vor allem im Vergleich mit den etwas gröber wirkenden 12-stegigen Masten der umgebenden Gaslaternen deutlich, wobei eine optische Geschlossenheit der verschiedenen Gaslaternen gewahrt bleibt. In den 1990er Jahren wurde der gusseiserne Laternenmast einer Sandstrahlung und Korrosionsschutzbehandlung unterzogen und erscheint heute in einer anthrazitgrauen Farbfassung. Da im Stadtgebiet nach derzeitigem Wissensstand lediglich ein weiterer gleichartiger Laternenmast erhalten blieb (vgl. 09304107), liegt die Vermutung nahe, dass es sich bei diesen beiden Masten um sehr alte Exemplare dieser Mastform handelt. Zudem säumt diese besondere Gaslaterne zusammen mit den umgebenden Gaslaternen (allesamt Teile der Sachgesamtheit Gasbeleuchtung Chemnitz) die Nebenverkehrsstraßen um die qualitätsvolle Wohnanlage Wissmannhof und unterstützt damit das städtebaulich gelungene Straßenbild. Die Gaslaterne ist damit von großer technikgeschichtlicher und stadtbildprägender Bedeutung (Denkmalfähigkeit) und ihr Erhalt aufgrund ihrer Singularität sowie ihrer hohen gestalterischen Qualität von großem öffentlichem Interesse (Denkmalwürdigkeit). | 09304102 |
|                | Mietshaus in geschlossener Bebauung mit Vorgarten | Münchner Straße 25 (Karte) | 1914                                                                | Schlichter, streng gegliederter Mietsbau, bedeutsames Gegenüber des Wissmannhofes, weitestgehend original, Kachelschmuck im Vestibül, baugeschichtlich von Bedeutung | 09203188 |
|                | Mietshaus in geschlossener Bebauung in Ecklage mit Vorgarten                                                                                           | Nürnberger Straße 2 (Karte) | 1908                                                                | Fein gegliederte Klinkerfassade in prägnanter städtebaulicher Situation | 09203151 |
|                | Mietshaus in geschlossener Bebauung mit Vorgarten | Nürnberger Straße 5 (Karte) | 1910                                                                | Qualitätvolle Putzfassade mit steinernen Gliederungselementen, baugeschichtlich von Bedeutung | 09203145 |
|                | Mietshaus in geschlossener Bebauung konzipiert, mit Vorgarten                                                                                          | Nürnberger Straße 6 (Karte) | 1909                                                                | Typischer gründerzeitlicher Mietsbau mit Klinkerfassade, baugeschichtlich von Bedeutung | 09203149 |
|                | Mietshaus in geschlossener Bebauung mit Vorgarten | Nürnberger Straße 7 (Karte) | Um 1900                                                             | Ausgewogen gegliederte Klinkerfassade mit steinernen Gliederungselementen, baugeschichtlich von Bedeutung | 09203144 |
|                | Mietshaus in geschlossener Bebauung mit Vorgarten | Nürnberger Straße 9 (Karte) | 1911                                                                | Reich gestaltete Klinkerfassade mit qualitätvoller Bauornamentik, baugeschichtlich von Bedeutung | 09203147 |
|                | Mietshaus in geschlossener Bebauung mit Vorgarten | Nürnberger Straße 11 (Karte) | 1911                                                                | Schlichte, durch Vorsprünge belebte Klinkerfassade in weitestgehend originalem Zustand, baugeschichtlich von Bedeutung | 09203146 |
|                | Mietshaus in Ecklage | Palmstraße 10 (Karte) | 1900                                                                | Qualitätvolle Klinkerfassade mit Gliederungselementen in Porphyr, städtebaulich wichtige Situation, baugeschichtlich von Bedeutung | 09202981 |
|                | Mietshaus in ehemals geschlossener Bebauung | Palmstraße 14 (Karte) | 1896                                                                | Reich gestaltete Klinkerfassade mit aufwendig gearbeiteten Porphyrelementen, original erhalten, baugeschichtlich von Bedeutung | 09202984 |
|                | Mietshaus in halboffener Bebauung | Palmstraße 15 (Karte) | 1904                                                                | Reich gestaltete Klinkerfassade in originalem Erhaltungszustand, differenzierter bauplastischer Schmuck, straßenbildprägender Dacherkergiebel | 09202992 |
|                | Mietshaus in ehemals geschlossener Bebauung | Palmstraße 18 (Karte) | 1898                                                                | Aufwendig gestalteter gründerzeitlicher Klinkerbau mit bemerkenswerten porphyrnen Baudetails, baugeschichtlich von Bedeutung | 09202982 |
|                | Mietshaus in geschlossener Bebauung | Palmstraße 24 (Karte) | 1902                                                                | Aufwendig gestaltete Klinkerfassade, ursprüngliche Treppenhausausstattung mit Malereien, baugeschichtlich von Bedeutung | 09202986 |
|                | Mietshaus in geschlossener Bebauung | Palmstraße 29 (Karte) | 1911                                                                | Schlichter charakteristischer Putzbau im Reformstil der Zeit um 1910, mit zwei straßenbildprägenden Runderkern, baugeschichtlich von Bedeutung | 09202988 |
|                | Mietshaus in halboffener Bebauung | Palmstraße 31 (Karte) | 1911                                                                | Schlichter Putzbau im Reformstil der Zeit um 1910, mit zwei straßenbildprägenden Erkern und schöner, originaler Vestibül-Ausstattung, baugeschichtlich von Bedeutung | 09202991 |
|                | Remisengebäude einer Villa (jetzt als Wohnhaus genutzt)                                                                                                | Paul-Gerhardt-Straße 7 (Karte) | 1908                                                                | Qualitätvoller Wohnbau, bedeutsam als ehemalige Remise der Villa des Fabrikanten Otto Riemann, Mitinhaber der Firma Hermann Riemann (Hofer Straße 25), gemeinsam mit dieser Villa errichtet, baugeschichtlich von Bedeutung | 09203052 |
| Weitere Bilder | Mietshaus und Pfarramt in geschlossener Bebauung in Ecklage                                                                                            | Pestalozzistraße 1 (Karte) | Ende 19. Jahrhundert                                                | Aufwendig gestalteter Klinkerbau mit original erhaltenen Baudetails, in sehr bedeutender städtebaulicher Lage am Körnerplatz und gegenüber der St.-Markus-Kirche, baugeschichtlich von Bedeutung | 09202820 |
|                | Mietshaus in geschlossener Bebauung | Pestalozzistraße 1a (Karte) | 1899                                                                | Reich gegliederter Klinkerbau in weitestgehend originalem Erhaltungszustand, von städtebaulicher Bedeutung als Bestandteil der Randbebauung des Körnerplatzes, direkt an der Kirche St. Markus gelegen | 09202823 |
|                | Mietshaus in geschlossener Bebauung | Pestalozzistraße 3 (Karte) | 1894                                                                | Qualitätvoller, aufwendig gestalteter Klinkerbau mit schönen poprhyrnen Gliederungselementen, städtebaulich wichtig als Bestandteil der Randbebauung des Körnerplatzes, direkt an der Markuskirche gelegen | 09202824 |
|                | Mietshaus in geschlossener Bebauung | Pestalozzistraße 5 (Karte) | Bezeichnet mit 1900                                                 | Reich gestalteter Klinkerbau in städtebaulich bedeutsamer Lage gegenüber der Markuskirche, baugeschichtlich von Bedeutung | 09202821 |
|                | Mietshaus in geschlossener Bebauung | Pestalozzistraße 7 (Karte) | 1898                                                                | Ausgewogen gegliederter Klinkerbau mit wertvollen originalen Baudetails, in städtebaulich wichtiger Lage gegenüber der Markuskirche | 09202822 |
|                | Mietshaus in geschlossener Bebauung | Pestalozzistraße 8 (Karte) | 1910                                                                | Qualitätvoller, weitestgehend original erhaltener, gründerzeitlicher Mietsbau, baugeschichtlich von Bedeutung | 09203095 |
|                | Mietshaus in halboffener Bebauung in Ecklage | Peterstraße 1 (Karte) | 1870                                                                | Repräsentativ gestalteter, gründerzeitlicher Etagenwohnbau in beherrschender städtebaulicher Situation, baugeschichtlich von Bedeutung | 09203020 |
|                | Doppelmietshaus in geschlossener Bebauung konzipiert                                                                                                   | Peterstraße 17, 19 (Karte) | Um 1865                                                             | Typische Mietsbauten aus der Frühzeit der Bebauung am Sonnenberg, hier noch im städtebaulichen Zusammenhang einer geschlossen erhaltenen Zeile mit Nr. 21 | 09203019 |
|                | Mietshaus in geschlossener Bebauung | Peterstraße 21 (Karte) | Um 1865                                                             | Typischer Mietsbau aus der Frühzeit der Bebauung des Sonnenbergs, hier noch im städtebaulichen Zusammenhang einer geschlossen erhaltenen Zeile mit Nr. 17 und 19 | 09203018 |
|                | Mietshaus in ehemals geschlossener Bebauung in Ecklage                                                                                                 | Peterstraße 37 (Karte) | 1879                                                                | Gründerzeitlicher Putzbau in städtebaulich wichtiger Lage am Kreuzungspunkt dreier Straßen | 09202816 |
|                | Mietshaus in geschlossener Bebauung in Ecklage mit Vorgarten zur Hainstraße                                                                            | Philippstraße 1 (Karte) | 1912                                                                | Original erhaltener Putzbau in wichtiger städtebaulicher Situation, diese gestalterisch betonend durch markanten Dachaufbau, bildet eine gestalterische Einheit mit Nr. 3 und 5, baugeschichtlich von Bedeutung | 09202736 |
|                | Mietshaus in geschlossener Bebauung | Philippstraße 3 (Karte) | 1912                                                                | Charakteristischer Putzbau der Zeit um 1910 mit schöner originaler Treppenhausgestaltung, bildet eine gestalterische Einheit mit Nr. 1 und 5, baugeschichtlich von Bedeutung | 09202727 |
|                | Mietshaus in geschlossener Bebauung | Philippstraße 4 (Karte) | 1889                                                                | Schlichter Mietsbau, ausgewogene Fassadengliederung, weitestgehend original, baugeschichtlich von Bedeutung | 09202815 |
|                | Mietshaus in halboffener Bebauung | Philippstraße 5 (Karte) | 1912                                                                | Typischer Putzbau der Zeit um 1910, schlicht gestaltet, original erhalten, bildet eine gestalterische Einheit mit Nr. 1 und 3, baugeschichtlich von Bedeutung | 09202726 |
|                | Mietshaus in geschlossener Bebauung | Philippstraße 11 (Karte) | 1900                                                                | Aufwendig gestaltete gründerzeitliche Klinkerfassade, weitestgehend original, baugeschichtlich von Bedeutung | 09203023 |
|                | Mietshaus in ehemals geschlossener Bebauung in Ecklage                                                                                                 | Philippstraße 12 (Karte) | 1903                                                                | Reich gestalteter Bau mit Putz- und Klinkerfassade in weitestgehend originalem Zustand, baugeschichtlich von Bedeutung | 09202812 |
|                | Mietshaus in geschlossener Bebauung | Philippstraße 14 (Karte) | 1898                                                                | Gründerzeitliche Klinkerfassade mit schönen porphyrnen Gliederungselementen, baugeschichtlich von Bedeutung | 09202809 |
|                | Mietshaus in halboffener Bebauung | Philippstraße 15 (Karte) | 1897                                                                | Originale gründerzeitliche Klinkerfassade mit qualitätvollem Bauornament, baugeschichtlich von Bedeutung | 09203022 |
|                | Mietshaus in geschlossener Bebauung | Philippstraße 16 (Karte) | 1898                                                                | Schlichte, aber weitgehend originale Klinkerfassade, baugeschichtlich von Bedeutung | 09202810 |
|                | Mietshaus in geschlossener Bebauung | Philippstraße 18 (Karte) | 1898                                                                | Abwechslungsreich gestaltete gründerzeitliche Klinkerfassade, weitestgehend original, baugeschichtlich von Bedeutung | 09202811 |
|                | Schule, baulich verbunden mit Schulgebäude Reinhardtstraße 6 (Georg-Weerth-Schule, ehemals Lessingschule)                                              | Philippstraße 20 (Karte) | 1906/07                                                             | Bemerkenswerter Schulbau in Formen der Reformarchitektur des ersten Jahrzehnts des 20. Jahrhunderts, weitestgehend unverändert erhalten, baugeschichtlich und straßenbildprägend von Bedeutung | 09202814 |
| Weitere Bilder | Mietshaus in Ecklage | Philippstraße 21 (Karte) | 1902                                                                | Einfacher originaler Klinkerbau in städtebaulich bedeutsamer Situation, baugeschichtlich von Bedeutung | 09203021 |
|                | Mietshaus in geschlossener Bebauung in Ecklage | Philippstraße 23 (Karte) | 1903                                                                | Original erhaltener Klinkerbau in städtebaulich markanter Situation, diese gestalterisch durch Erker betonend, baugeschichtlich von Bedeutung | 09203025 |
|                | Mietshaus in halboffener Bebauung | Philippstraße 25 (Karte) | 1890                                                                | Fein gegliederte Klinkerfassade in ursprünglichem Zustand, bemerkenswerte Gestaltung der Fensterverdachungen, baugeschichtlich von Bedeutung | 09203024 |
| Weitere Bilder | Mietshaus in geschlossener Bebauung mit Vorgarten und Einfriedung                                                                                      | Regensburger Straße 62 (Karte) | 1908                                                                | Qualitätvoller Etagenwohnbau, straffe Fassadengliederung in Porphyr, weitestgehend original, Kachelschmuck im Vestibül, baugeschichtlich von Bedeutung | 09203203 |
| Weitere Bilder | Mietshaus in geschlossener Bebauung mit Vorgarten und Einfriedung                                                                                      | Regensburger Straße 64 (Karte) | 1909                                                                | Anspruchsvoll gestalteter Mietsbau, symmetrische Gliederung, markanter Dacherker, weitestgehend original, baugeschichtlich von Bedeutung | 09203202 |
|                | Mietshaus in Ecklage | Reinhardtstraße 2 (Karte) | 1910                                                                | Qualitätvoller gründerzeitlicher Etagenwohnbau, Teil der Umbauung des Lessingplatzes, wirkungsvolle Akzentuierung der Ecksituation, baugeschichtlich von Bedeutung | 09202843 |
|                | Mietshaus in geschlossener Bebauung | Reinhardtstraße 3 (Karte) | 1905                                                                | Etagenwohnbau mit ausgewogener, schmuckreicher Fassadengestaltung, weitestgehend original, baugeschichtlich von Bedeutung | 09202844 |
|                | Mietshaus in geschlossener Bebauung | Reinhardtstraße 5 (Karte) | 1905                                                                | Qualitätvoller Etagenwohnbau mit horizontal akzentuierter, schmuckreicher Fassadengliederung, Stuckdekoration mit Jugendstilmotiven im Vestibül, baugeschichtlich von Bedeutung | 09202840 |
|                | Schulbau mit Turnhalle und Einfriedung zur Reinhardtstraße, baulich verbunden mit Schulgebäude Philippstraße 20 (Gotthold-Ephraim-Lessing-Grundschule) | Reinhardtstraße 6 (Karte) | 1894                                                                | Imposantes Gebäude in Neorenaissanceformen, baugeschichtlich von Bedeutung | 09202813 |
|                | Mietshaus in geschlossener Bebauung | Reinhardtstraße 7 (Karte) | 1898                                                                | Anspruchsvoller Etagenwohnbau mit ausgewogener Fassadengliederung, Neorenaissancemotive, weitestgehend original, Deckenstuck und -malereien im Vestibül, baugeschichtlich von Bedeutung | 09202841 |
|                | Mietshaus in geschlossener Bebauung | Reinhardtstraße 8 (Karte) | 1907                                                                | Original erhaltener Putzbau mit bemerkenswertem Dekor, Anklänge an Jugendstil, baugeschichtlich von Bedeutung | 09203029 |
|                | Mietshaus in geschlossener Bebauung mit Rückgebäuden im Hof                                                                                            | Reinhardtstraße 9 (Karte) | 1899                                                                | Mit Laden, qualitätvoller gründerzeitlicher Mietsbau mit horizontal akzentuierter Fassadengliederung, baugeschichtlich von Bedeutung | 09202842 |
|                | Mietshaus in geschlossener Bebauung in Ecklage | Reinhardtstraße 11 (Karte) | 1899                                                                | Qualitätvoller Mietsbau in prominenter städtebaulicher Situation, Neorenaissancemotive, baugeschichtlich von Bedeutung | 09202839 |
| Weitere Bilder | Mietshaus in geschlossener Bebauung | Reinhardtstraße 15 (Karte) | 1901                                                                | Einfach gestaltete, original erhaltene, gründerzeitliche Klinkerfassade, bezieht sich auf das Nachbarhaus Nr. 17, baugeschichtlich von Bedeutung | 09203026 |
| Weitere Bilder | Mietshaus in ehemals geschlossener Bebauung | Reinhardtstraße 17 (Karte) | 1900                                                                | Einfach, aber qualitätvoll gestaltete, gründerzeitliche Klinkerfassade mit fein gearbeiteten Porphyrgewänden, bezieht sich auf das Nachbarhaus Nr. 15, baugeschichtlich von Bedeutung | 09203027 |
|                | Mietshaus in Ecklage | Reinhardtstraße 41 (Karte) | 1904                                                                | Bemerkenswerte architektonische Gestaltung einer Ecksituation, original erhaltene gründerzeitliche Klinkerfassade, baugeschichtlich von Bedeutung | 09203028 |
| Weitere Bilder | Mietshaus in geschlossener Bebauung in Ecklage mit Vorgarten                                                                                           | Schüffnerstraße 7 (Karte) | 1907                                                                | Einfacher Mietsbau mit ländlichen Formdetails (Fachwerk) in prominenter städtebaulicher Situation, baugeschichtlich von Bedeutung | 09203061 |
|                | Mietshaus in Ecklage | Schüffnerstraße 16 (Karte) | 1905                                                                | Städtebaulich wichtiger Putzbau, schlichte, aber weitestgehend originale Fassadengestaltung | 09203071 |
|                | Mietshaus in geschlossener Bebauung in Ecklage mit Vorgarten                                                                                           | Schüffnerstraße 18 (Karte) | 1911                                                                | Qualitätvoller Mietsbau in prominenter städtebaulicher Situation und bemerkenswerter Eckbetonung, baugeschichtlich von Bedeutung | 09203063 |
| Weitere Bilder | Mietshaus in ehemals geschlossener Bebauung | Sebastian-Bach-Straße 12 (Karte) | 1912                                                                | Einfacher, aber qualitätvoller Putzbau, im Reformstil der Zeit um 1900, weitestgehend unverändert, baugeschichtlich von Bedeutung | 09202965 |
|                | Mietshaus in geschlossener Bebauung in Ecklage | Sebastian-Bach-Straße 13 (Karte) | 1909                                                                | Reich gestalteter Putzbau mit zahlreichen originalen Baudetails in städtebaulich wichtiger Situation, baugeschichtlich von Bedeutung | 09202961 |
| Weitere Bilder | Mietshaus in ehemals geschlossener Bebauung | Sebastian-Bach-Straße 16 (Karte) | 1912                                                                | Schlichter, ausgewogen gegliederter Putzbau mit einem für das Straßenbild bedeutsamen Erker, im Reformstil der Zeit um 1910, baugeschichtlich von Bedeutung | 09202970 |
|                | Mietshaus in geschlossener Bebauung konzipiert | Sebastian-Bach-Straße 17 (Karte) | 1912                                                                | Qualitätvoller, streng gegliederter Putzbau mit straßenbildprägendem Erker, im Reformstil der Zeit um 1910, weitestgehend original, baugeschichtlich von Bedeutung | 09202971 |
|                | Mietshaus in geschlossener Bebauung | Sebastian-Bach-Straße 18 (Karte) | 1912                                                                | Qualitätvoller, einfach gegliederter Putzbau mit markantem Erker, im Reformstil der Zeit um 1910, baugeschichtlich von Bedeutung | 09202969 |
|                | Mietshaus in geschlossener Bebauung | Sebastian-Bach-Straße 20 (Karte) | 1913                                                                | Schlichte Putzfassade mit ausgewogener Lisenengliederung, im Reformstil der Zeit um 1910, baugeschichtlich von Bedeutung | 09202968 |
|                | Mietshaus in geschlossener Bebauung | Sebastian-Bach-Straße 22 (Karte) | 1913                                                                | Schlichte Putzfassade, im Reformstil der Zeit um 1910, weitestgehend original erhalten, Malereien im Treppenhaus, baugeschichtlich von Bedeutung | 09202967 |
|                | Mietshaus in geschlossener Bebauung | Sebastian-Bach-Straße 24 (Karte) | 1914                                                                | Einfach gegliederter Putzbau in originalem Erhaltungszustand, im Reformstil der Zeit um 1910, Treppenhaus original erhalten, baugeschichtlich von Bedeutung | 09202966 |
| Weitere Bilder | Siedlung Humboldthöhe (Sachgesamtheit) | Sebastian-Bach-Straße 61 bis 74, 76, 78; Beethovenstraße 40 bis 52 (gerade), 52a, 54, 56, 56a, 58, 58a; Hofer Straße 20 bis 34 (gerade), 42; Humboldtstraße 47 bis 59 (ungerade) (Karte) | 1928–1932                                                           | Sachgesamtheit Siedlung Humboldthöhe: Wohnanlage bestehend aus zwei Wohnhöfen (alle Mehrfamilienwohnhäuser Einzeldenkmale, einschließlich der beiden älteren Mietshäuser Hofer Str. 24, 26, siehe 09203131, 09203124, 09301625,09203223 und 09203207) sowie Stadt- und Siedlungsgrün, bestehend aus Vorgärten und integrierter Kleingartenkolonie (Gartendenkmal); eine der herausragenden Siedlungsanlagen der 1920er Jahre in Chemnitz, entworfen von Stadtbaurat Fred Otto, die gestalterische Qualität der Siedlung beruht auf einer geradezu „spartanischen“ Strenge, die spezifische Verbindung traditioneller und fortschrittlicher Elemente am Wohnbau ist für Chemnitz besonders typisch, Integration von Blockrand- und Zeilenbebauung (Zeilenbauten 2005 abgebrochen), behutsame Einfügung in den gründerzeitlichen Baubestand, anspruchsvolle gärtnerische Einbettung der Wohngebäude, Kleingartenkolonie als „Herz“ des Komplexes, Einzelgebäude und Kleingartenanlagen weitestgehend unverändert erhalten, baugeschichtlich, sozialgeschichtlich, baukünstlerisch, gartengeschichtlich und städtebaulich von Bedeutung [Störelement: Hofer Straße 36] | 09203154 |
| Weitere Bilder | Mehrfamilienwohnhäuser mit mehreren Eingängen, Teil zweier Wohnhöfe (Einzeldenkmale der Sachgesamtheit 09203154)                                       | Sebastian-Bach-Straße 61 bis 74, 76, 78 (Karte) | 1928–1932                                                           | Einzeldenkmale der Sachgesamtheit Siedlung Humboldthöhe; drei- bzw. viergeschossige Blockrandbebauung, entworfen von Stadtbaurat Fred Otto, die gestalterische Qualität der Bebauung beruht auf einer geradezu „spartanischen“ Strenge, die spezifische Verbindung traditioneller und fortschrittlicher Elemente ist für Chemnitz besonders typisch, Putzbauten von baugeschichtlicher und städtebaulicher Bedeutung | 09301625 |
|                | Mietshaus in ehemals geschlossener Bebauung in Ecklage                                                                                                 | Sonnenstraße 3 (Karte) | 1872                                                                | Qualitätvoller, anspruchsvoll gestalteter Etagenwohnbau in prominenter städtebaulicher Situation, weitgehend unverändert | 09203034 |
| Weitere Bilder | Mietshaus in Ecklage in geschlossener Bebauung | Sonnenstraße 69 (Karte) | 1900                                                                | Zeittypischer Klinkerbau von städtebaulicher Bedeutung, geschlossen erhaltene Gründerzeit-Eckbebauung gleichen Typs an einer Straßenkreuzung (mit Zietenstraße 26 und 28 sowie Sonnenstraße 70), in vollständig erhaltener Form Seltenheitswert | 09303193 |
|                | Mietshaus in Ecklage in geschlossener Bebauung | Sonnenstraße 70 (Karte) | 1889                                                                | Zeittypischer Putzbau mit Klinkerfassadenabschnitten, von städtebaulicher Bedeutung, geschlossen erhaltene Gründerzeit-Eckbebauung gleichen Typs an einer Straßenkreuzung (mit Zietenstraße 26 und 28 sowie Sonnenstraße 69), in vollständig erhaltener Form Seltenheitswert, baugeschichtlich von Bedeutung | 09303194 |
| Weitere Bilder | Mietshaus in geschlossener Bebauung | Sonnenstraße 71 (Karte) | 1909                                                                | Einfacher Mietsbau mit qualitätvoller, weitgehend erhaltener Fassadengestaltung, baugeschichtlich von Bedeutung. Viergeschossiges Mietshaus, verkleidet mit gelben Ziegelverblendern, Fensterbrüstungen teilweise dekoriert mit Flachreliefs. Zum Zeitpunkt der Denkmalerfassungen waren nicht alle Dacherker erhalten. Zum gleichen Zeitpunkt war die Haustür original erhalten, während die Fenster vor 1990 nicht denkmalgerecht saniert wurden. Der Denkmalwert ergibt sich aus dem baugeschichtlichen Wert als typisches Bauwerk seiner Entstehungszeit sowie aus seinem stadtentwicklungsgeschichtlichen Wert als Teil eines geschlossenen Wohnquartiers der Zeit um 1900. | 09203048 |
| Weitere Bilder | Mietshaus in geschlossener Bebauung | Sonnenstraße 73 (Karte) | 1909                                                                | Anspruchsvoll gestalteter Mietsbau mit Dekorationselementen in Jugendstilformen, baugeschichtlich von Bedeutung | 09203049 |
|                | Mietshaus in geschlossener Bebauung | Sonnenstraße 76 (Karte) | 1900                                                                | Einfacher, weitestgehend original erhaltener, gründerzeitlicher Mietsbau, baugeschichtlich von Bedeutung | 09203045 |
|                | Mietshaus in geschlossener Bebauung | Sonnenstraße 78 (Karte) | 1902                                                                | Qualitätvoller spätgründerzeitlicher Mietsbau mit bemerkenswerten ornamentalen Details, baugeschichtlich von Bedeutung | 09203046 |
|                | Mietshaus in Ecklage | Stiftsstraße 1 (Karte) | 1886                                                                | Gründerzeitliche Klinkerfassade mit qualitätvollen Steinmetzarbeiten in Porphyr, baugeschichtlich von Bedeutung | 09202849 |
| Weitere Bilder | Schmuckplatz | Theodor-Körner-Platz (Karte) | Ende 19. Jahrhundert                                                | Rechteckige gründerzeitliche Platzanlage mit drei geometrischen Schmuckflächen und landschaftlich ausgeformten Randbereichen, überragt von der den Platzraum beherrschenden Markuskirche, ursprüngliche gärtnerische Gestaltung vorhanden, städtebaulich und gartenkünstlerisch von Bedeutung. Ehemals denkmalgeschütztes Toilettenhäuschen (1920er Jahre) nicht erhalten. | 09203054 |
| Weitere Bilder | St. Markuskirche mit Ausstattung und Kirchplatz | Theodor-Körner-Platz 10 (Karte) | 1892–1895                                                           | Roter Klinkerbau in neogotischer Formensprache, stadtbildprägende, weithin sichtbare Doppelturmfassade, Kirchplatz städtebaulich von Bedeutung | 09202854 |
|                | Mietshaus in ehemals halboffener Bebauung | Theodor-Körner-Platz 12 (Karte) | Um 1890                                                             | Besonders wertvoller, aufwendig gestalteter gründerzeitlicher Etagenwohnbau, Neorenaissanceformen, markante, turmartige Bekrönung, bedeutsam als Teil der Umbauung des Körnerplatzes, baugeschichtlich von Bedeutung | 09203238 |
|                | Mietshaus in geschlossener Bebauung in Ecklage | Theodor-Körner-Platz 13 (Karte) | Bezeichnet mit 1886                                                 | Einfach gegliederter gründerzeitlicher Mietshausbau, städtebaulich bedeutsam als Teil einer Platzumbauung | 09202855 |
|                | Mietshaus in geschlossener Bebauung | Theodor-Körner-Platz 14 (Karte) | 1885                                                                | Die übrige Bebauung des Körnerplatzes an Höhe überragender, schlichter Putzbau, städtebaulich für die Platzanlage von Bedeutung | 09202857 |
|                | Mietshaus in geschlossener Bebauung | Theodor-Körner-Platz 15 (Karte) | 1871                                                                | Einfache, aber qualitätvoll gestaltete, gründerzeitlich-klassizistische Fassade in Putz, von städtebaulicher Bedeutung als Teil der Randbebauung des Theodor-Körner-Platzes | 09202856 |
|                | Mietshaus in ehemals geschlossener Bebauung | Theodor-Körner-Platz 16 (Karte) | 1871                                                                | Ausgewogen gegliederter Etagenwohnbau, spätklassizistische Putzfassade mit schönen Baudetails, städtebaulich von Bedeutung für die Platzanlage | 09202858 |
|                | Mietshaus in geschlossener Bebauung in Ecklage | Tschaikowskistraße 37 (Karte) | Bezeichnet mit 1899                                                 | Reich gegliederter Klinkerbau in städtebaulich markanter Position, direkt an der Markuskirche gelegen, baugeschichtlich von Bedeutung | 09202914 |
|                | Mietshaus in geschlossener Bebauung | Tschaikowskistraße 39 (Karte) | 1898                                                                | Schlichter gründerzeitlicher Mietsbau mit ausgewogener Fassadengliederung, baugeschichtlich von Bedeutung | 09202927 |
|                | Mietshaus in geschlossener Bebauung | Tschaikowskistraße 43 (Karte) | 1904                                                                | Gut erhaltener gründerzeitlicher Klinkerbau mit steinernen Gliederungselementen, baugeschichtlich von Bedeutung | 09202918 |
|                | Mietshaus in geschlossener Bebauung | Tschaikowskistraße 45 (Karte) | 1904                                                                | Aufwendig gestalteter, weitestgehend originaler, gründerzeitlicher Klinkerbau mit bemerkenswerten Steinmetzarbeiten aus Porphyr | 09202919 |
| Weitere Bilder | Mietshaus in geschlossener Bebauung in Ecklage | Tschaikowskistraße 47 (Karte) | 1903                                                                | Markanter Eckbau, späthistoristische Klinkerfassade mit reichen porphyrnen Gliederungselementen, baugeschichtlich von Bedeutung | 09202920 |
|                | Mietshaus in geschlossener Bebauung | Tschaikowskistraße 48 (Karte) | 1904                                                                | Aufwendig gestalteter, spätgründerzeitlicher Klinkerbau mit bemerkenswerten Porphyrelementen, in gutem Erhaltungszustand, baugeschichtlich von Bedeutung | 09202924 |
| Weitere Bilder | Schule mit Turnhalle und Einfriedung (Einzeldenkmale der Sachgesamtheit 09306665), Evangelisches Schulzentrum, ehemalige Tschaikowskischule            | Tschaikowskistraße 49 (Karte) | 1903–1904                                                           | Einzeldenkmale der Sachgesamtheit Katholische Pfarrkirche und Pfarrei St. Joseph sowie ehemalige Katholische Schule; bemerkenswerte, das Straßenbild beherrschende Baugruppe, mächtiger, anspruchsvoll in Neorenaissanceformen gestalteter Schulbau, Turnhalle als markanter frei stehender Baukörper, im Innern der Turnhalle originale Dachkonstruktion in Holz noch erhalten, Schmuckmalereien im Inneren, Funktionszusammenhang mit Pfarrkirche und Pfarrei St. Joseph noch gut nachvollziehbar, baugeschichtlich und ortsgeschichtlich von Bedeutung | 09203239 |
|                | Mietshaus in geschlossener Bebauung | Tschaikowskistraße 50 (Karte) | 1904                                                                | Zurückhaltend gegliederter, späthistoristischer Klinkerbau mit steinernen Gliederungselementen, guter Erhaltungszustand, baugeschichtlich von Bedeutung | 09202925 |
|                | Mietshaus in halboffener Bebauung | Tschaikowskistraße 51 (Karte) | Bezeichnet mit 1914                                                 | Baugeschichtlich von Bedeutung, im Reformstil der Zeit um 1910, guter Erhaltungszustand | 09303130 |
|                | Mietshaus in geschlossener Bebauung in Ecklage | Tschaikowskistraße 54 (Karte) | 1904                                                                | Schlichter gründerzeitlicher Klinkerbau in markanter Ecklage, baugeschichtlich von Bedeutung | 09202921 |
|                | Mietshaus in geschlossener Bebauung | Tschaikowskistraße 56 (Karte) | 1903                                                                | Gut erhaltener gründerzeitlicher Klinkerbau mit porphyrnen Gliederungselementen, baugeschichtlich von Bedeutung | 09202922 |
| Weitere Bilder | Mietshaus in geschlossener Bebauung | Tschaikowskistraße 58 (Karte) | 1903                                                                | Original erhaltener gründerzeitlicher Klinkerbau mit porphyrnen Gliederungselementen, baugeschichtlich von Bedeutung | 09202923 |
|                | Mietshaus in geschlossener Bebauung konzipiert | Tschaikowskistraße 59 (Karte) | 1904                                                                | Qualitätvoller, original erhaltener, gründerzeitlicher Klinkerbau in markanter Lage an einer Straßenbiegung, baugeschichtlich von Bedeutung | 09202909 |
|                | Mietshaus in geschlossener Bebauung in Ecklage | Tschaikowskistraße 62 (Karte) | 1905                                                                | Einfacher, aber qualitätvoller Mietsbau in markanter städtebaulicher Position, baugeschichtlich von Bedeutung | 09203152 |
|                | Mietshaus in geschlossener Bebauung | Tschaikowskistraße 63 (Karte) | 1904                                                                | Aufwendige gründerzeitliche Klinkerfassade, abwechslungsreich gestaltet, weitestgehend original, baugeschichtlich von Bedeutung | 09202916 |
|                | Mietshaus in geschlossener Bebauung | Tschaikowskistraße 64 (Karte) | 1905                                                                | Original erhaltener, interessant gestalteter Putzbau mit straßenbildprägendem geschwungenem Dacherker, baugeschichtlich von Bedeutung | 09202911 |
|                | Mietshaus in geschlossener Bebauung | Tschaikowskistraße 65 (Karte) | 1904                                                                | Anspruchsvoll gestaltete, gründerzeitliche Klinkerfassade mit interessanten Baudetails, baugeschichtlich von Bedeutung | 09202915 |
|                | Mietshaus in geschlossener Bebauung | Tschaikowskistraße 66 (Karte) | 1905                                                                | Spätgründerzeitlicher Putzbau, mit bemerkenswerter Innengestaltung, baugeschichtlich von Bedeutung | 09202913 |
|                | Mietshaus in geschlossener Bebauung | Tschaikowskistraße 68 (Karte) | 1910                                                                | Qualitätvoller gründerzeitlicher Klinkerbau, weitestgehend original erhalten, baugeschichtlich von Bedeutung | 09202912 |
| Weitere Bilder | Mietshaus in geschlossener Bebauung in Ecklage | Tschaikowskistraße 70 (Karte) | 1905                                                                | Qualitätvoller Mietsbau in dominanter städtebaulicher Situation, weitgehend original | 09202910 |
|                | Mietshaus in geschlossener Bebauung | Tschaikowskistraße 72 (Karte) | 1907                                                                | Qualitätvolle Klinkerfassade mit zahlreichen originalen Baudetails, Verwendung von Jugendstilformen, baugeschichtlich von Bedeutung | 09202929 |
|                | Mietshaus in geschlossener Bebauung | Tschaikowskistraße 74 (Karte) | 1904                                                                | Fein ornamentierter Klinkerbau, bemerkenswerte, originale Baudetails, baugeschichtlich von Bedeutung | 09202928 |
|                | Mietshaus in geschlossener Bebauung | Tschaikowskistraße 76 (Karte) | 1903                                                                | Schlichte Klinkerfassade in weitestgehend originalem Erhaltungszustand, baugeschichtlich von Bedeutung | 09202930 |
| Weitere Bilder | Schule (Theodor-Körner-Schule, ehemalige 4. Bezirksschule)                                                                                             | Uhlandstraße 2, 4 (Karte) | Bezeichnet mit 1876–1877                                            | Großer, monumentaler Schulbau der Gründerzeit, weitestgehend in originalem Zustand, baugeschichtlich von Bedeutung | 09202750 |
|                | Mietshaus in geschlossener Bebauung | Uhlandstraße 3 (Karte) | 1886                                                                | Typischer gründerzeitlicher Mietsbau mit ausgewogener Fassadengliederung, baugeschichtlich von Bedeutung | 09202752 |
|                | Mietshaus in geschlossener Bebauung | Uhlandstraße 5 (Karte) | 1886                                                                | Reich gegliederte Klinkerfassade mit weitestgehend originalen Gliederungselementen in historistischen Formen, baugeschichtlich von Bedeutung | 09202751 |
|                | Mietshaus in geschlossener Bebauung | Uhlandstraße 9 (Karte) | 1889                                                                | Qualitätvoller gründerzeitlicher Mietsbau, markant gegliederte Klinkerfassade in ähnlicher Gestaltung wie Nr. 11, baugeschichtlich von Bedeutung | 09302958 |
|                | Mietshaus in geschlossener Bebauung | Uhlandstraße 11 (Karte) | 1889                                                                | Qualitätvoller gründerzeitlicher Mietsbau, markant gegliederte Klinkerfassade in ähnlicher Gestaltung wie Nr. 9, baugeschichtlich von Bedeutung | 09202755 |
|                | Mietshaus in geschlossener Bebauung in Ecklage | Uhlandstraße 12 (Karte) | 1888                                                                | Original erhaltener, städtebaulich wichtiger, gründerzeitlicher Klinkerbau | 09202758 |
|                | Mietshaus in geschlossener Bebauung | Uhlandstraße 13 (Karte) | 1889                                                                | Anspruchsvoll gestalteter Etagenwohnbau, bemerkenswerte Baudetails, Verwendung von Neorenaissance-Formen, einer der wertvollsten Mietsbauten auf dem Sonnenberg, baugeschichtlich von Bedeutung | 09202756 |
|                | Mietshaus in geschlossener Bebauung | Uhlandstraße 14 (Karte) | 1888                                                                | Gründerzeitliche Klinkerfassade mit original erhaltenen Baudetails, baugeschichtlich von Bedeutung | 09202760 |
|                | Mietshaus in geschlossener Bebauung in Ecklage | Uhlandstraße 15 (Karte) | 1892                                                                | Monumentaler gründerzeitlicher Klinkerbau in städtebaulich markanter Situation, baugeschichtlich von Bedeutung | 09202757 |
|                | Mietshaus in geschlossener Bebauung in Ecklage | Uhlandstraße 18 (Karte) | 1902                                                                | Reich gegliederte gründerzeitliche Klinkerfassade in markanter Situation, baugeschichtlich von Bedeutung | 09202759 |
|                | Mietshaus in geschlossener Bebauung | Uhlandstraße 19 (Karte) | Bezeichnet mit 1897                                                 | Schlichter gründerzeitlicher Mietsbau, ausgewogene Fassadengestaltung, weitestgehend original, baugeschichtlich von Bedeutung | 09202761 |
| Weitere Bilder | Mietshaus in geschlossener Bebauung in Ecklage | Uhlandstraße 20 (Karte) | 1906                                                                | Qualitätvoller Etagenwohnbau in prominenter städtebaulicher Situation, weitestgehend original erhalten | 09202767 |
|                | Mietshaus in geschlossener Bebauung | Uhlandstraße 21 (Karte) | 1895                                                                | Gründerzeitliche Klinkerfassade mit außergewöhnlichen Baudetails, baugeschichtlich von Bedeutung | 09202762 |
|                | Mietshaus in ehemals geschlossener Bebauung | Uhlandstraße 22 (Karte) | 1903                                                                | Anspruchsvoll gestalteter, gründerzeitlicher Etagenwohnbau mit gotisierenden Schmuckmotiven, baugeschichtlich von Bedeutung | 09202766 |
|                | Mietshaus in geschlossener Bebauung in Ecklage | Uhlandstraße 23 (Karte) | 1899                                                                | Kaum veränderte gründerzeitliche Klinkerfassade in markanter Eckposition, baugeschichtlich von Bedeutung | 09202748 |
|                | Mietshaus in geschlossener Bebauung | Uhlandstraße 27 (Karte) | 1898                                                                | Reich gestaltete gründerzeitliche Klinkerfassade mit aufwendigem Bauschmuck, baugeschichtlich von Bedeutung | 09202747 |
| Weitere Bilder | Mietshaus in geschlossener Bebauung | Uhlandstraße 29 (Karte) | 1898                                                                | Schlichter gründerzeitlicher Mietsbau mit ausgewogener Fassadengliederung, weitestgehend original, baugeschichtlich von Bedeutung | 09202749 |
|                | Mietshaus in geschlossener Bebauung konzipiert | Uhlandstraße 30 (Karte) | 1903                                                                | Qualitätvoller Etagenwohnbau mit schmuckreicher Fassade, städtebaulich wirksamer Bekrönung und originaler Ladenausstattung, markante städtebauliche Lage an einer Straßenbiegung, baugeschichtlich von Bedeutung | 09202765 |
|                | Mietshaus in geschlossener Bebauung | Uhlandstraße 36 (Karte) | 1911                                                                | Qualitätvoller gründerzeitlicher Etagenwohnbau mit straffer, mittenbetonter Fassadengliederung, Kachelschmuck im Vestibül, baugeschichtlich von Bedeutung | 09202764 |
|                | Mietshaus in geschlossener Bebauung in Ecklage | Uhlandstraße 37 (Karte) | 1891                                                                | Imponierender gründerzeitlicher Mietsbau, Teil der Umbauung des Lessingplatzes, straffe Fassadengliederung, großes dreiläufiges Treppenhaus mit offenem Lichtschacht und umlaufendem Geländer, baugeschichtlich von Bedeutung | 09202768 |
|                | Mietshaus in geschlossener Bebauung in Ecklage | Uhlandstraße 38 (Karte) | 1903                                                                | Qualitätvoller gründerzeitlicher Etagenwohnbau mit breitem, städtebaulich wirksamem Dachaufbau, Teil der Umbauung des Lessingplatzes, baugeschichtlich von Bedeutung | 09202763 |
|                | Mietshaus in halboffener Bebauung mit Vorgarten | Würzburger Straße 25 (Karte) | 1913                                                                | Original erhaltener Putzbau, von Bedeutung für das Straßenbild, im Reformstil der Zeit um 1910, mit bemerkenswerten Baudetails, baugeschichtlich von Bedeutung | 09202939 |
|                | Mietshaus in geschlossener Bebauung mit Einfriedung und Vorgarten                                                                                      | Würzburger Straße 27 (Karte) | 1913                                                                | Monumentaler Putzbau, im Reformstil der Zeit um 1910, durch markante Erker und Eingangsvorbau von Bedeutung für das Straßenbild, baugeschichtlich von Bedeutung | 09202938 |
|                | Mietshaus in geschlossener Bebauung mit Vorgarten | Würzburger Straße 32 (Karte) | 1911                                                                | Zeittypischer Putzbau, im Reformstil der Zeit um 1910, mit gut erhaltener Innenausstattung von baugeschichtlichem und städtebaulichem Wert | 08992534 |
|                | Mietshaus in geschlossener Bebauung in Ecklage, mit Vorgarten und Laden mit Ausstattung                                                                | Würzburger Straße 33 (Karte) | 1914                                                                | Schlichter Putzbau, im Reformstil der Zeit um 1910, städtebaulich markante Eckausbildung, mit originaler Innenausstattung, wertvolle Glasdecke und Möblierung im Ladengeschäft, baugeschichtlich von Bedeutung | 09202933 |
|                | Mietshaus in geschlossener Bebauung mit Vorgarten | Würzburger Straße 34 (Karte) | 1911                                                                | Aufwendig gegliederter Putzbau mit repräsentativem, schmuckreichem Portal, baugeschichtlich von Bedeutung | 09202941 |
|                | Mietshaus in geschlossener Bebauung mit Vorgarten | Würzburger Straße 35 (Karte) | 1909                                                                | Repräsentativ gestalteter Putzbau mit monumentalem Mittelrisalit, im Reformstil der Zeit um 1910, original erhalten, baugeschichtlich von Bedeutung | 09202932 |
| Weitere Bilder | Mietshaus in geschlossener Bebauung mit Einfriedung und Vorgarten                                                                                      | Würzburger Straße 37 (Karte) | 1909                                                                | Repräsentativer, aufwendig gestalteter Putzbau mit interessanten originalen Baudetails, wertvoll für das Straßenbild, im Reformstil der Zeit um 1910, baugeschichtlich von Bedeutung | 09202931 |
|                | Mietshaus in geschlossener Bebauung mit Vorgarten | Würzburger Straße 39 (Karte) | 1913                                                                | Repräsentativer Etagenwohnbau, im Reformstil der Zeit um 1910, anspruchsvolle Fassadengestaltung mit wertvollen ornamentalen Details, weitestgehend unverändert, Kachelschmuck im Vestibül, baugeschichtlich von Bedeutung | 09202937 |
|                | Mietshaus in geschlossener Bebauung mit Einfriedung und Vorgarten                                                                                      | Würzburger Straße 40 (Karte) | 1913                                                                | Klar gegliederter, qualitätvoller, repräsentativ gestalteter Putzbau in originalem Erhaltungszustand, im Reformstil der Zeit um 1910, baugeschichtlich von Bedeutung | 09202934 |
|                | Mietshaus in geschlossener Bebauung in Ecklage mit Vorgarten                                                                                           | Würzburger Straße 41 (Karte) | 1911                                                                | Großer Putzbau in markanter Position, interessante Eckausbildung, mit straßenbildprägenden Runderkern, im Reformstil der Zeit um 1910, baugeschichtlich von Bedeutung | 09202936 |
|                | Mietshaus in geschlossener Bebauung konzipiert, mit Vorgarten                                                                                          | Würzburger Straße 42 (Karte) | 1911                                                                | Klar gegliederter Putzbau von monumentaler Wirkung, aufwendiges Putzornament, im Reformstil der Zeit um 1910, baugeschichtlich von Bedeutung | 09202935 |
| Weitere Bilder | Mietshaus in Ecklage mit Vorgarten | Würzburger Straße 43 (Karte) | 1914                                                                | Einfacher, aber qualitätvoll gegliederter Putzbau in städtebaulich markanter Position, bauliche Einheit mit Nr. 43a, baugeschichtlich von Bedeutung | 09202942 |
|                | Mietshaus in geschlossener Bebauung mit Vorgarten | Würzburger Straße 43a (Karte) | 1914                                                                | Monumentaler, streng gegliederter Putzbau, weitestgehend original, bauliche Einheit mit Nr. 43, baugeschichtlich von Bedeutung | 09202947 |
|                | Mietshaus in geschlossener Bebauung mit Vorgarten | Würzburger Straße 50 (Karte) | Bezeichnet mit 1910                                                 | Ausgewogen gegliederter, späthistoristischer Klinkerbau mit originalen Baudetails, baugeschichtlich von Bedeutung | 09202943 |
|                | Mietshaus in geschlossener Bebauung | Yorckstraße 7 (Karte) | 1906                                                                | Qualitätvoller gründerzeitlicher Mietsbau mit Resten originaler Innenausstattung, baugeschichtlich von Bedeutung | 09203220 |
|                | Mietshaus in geschlossener Bebauung | Yorckstraße 9 (Karte) | 1906                                                                | Qualitätvoller gründerzeitlicher Mietsbau, baugeschichtlich und städtebaulich von Bedeutung | 09302959 |
|                | Mietshaus in geschlossener Bebauung mit Vorgarten und Einfriedungsmauer                                                                                | Yorckstraße 13 (Karte) | 1907                                                                | Einfacher Mietsbau, markante Werksteindetails, interessante Kachelverkleidung an der Fassade, weitestgehend original, baugeschichtlich von Bedeutung | 09203218 |
|                | Mietshaus in geschlossener Bebauung mit Vorgarten | Yorckstraße 15 (Karte) | 1909                                                                | Einfacher Mietsbau, weitestgehend original, bemerkenswerte Details, baugeschichtlich von Bedeutung | 09203219 |
| Weitere Bilder | Wohnhauszeilen der Anlage (Einzeldenkmale der Sachgesamtheit 09203183)                                                                                 | Yorckstraße 17 bis 33 (ungerade) (Karte) | Bezeichnet mit 1927–1928                                            | Einzeldenkmale der Sachgesamtheit Wissmannhof; Wohnhof nach Vorbild der Wiener Anlagen mit Gemeinschaftseinrichtungen und Grünflächen im Hof, von großer sozialgeschichtlicher, stadtgeschichtlicher und baukünstlerischer Bedeutung | 09302640 |
| Weitere Bilder | Bankgebäude (zwei Gebäudeteile) in geschlossener Bebauung in Ecklage (bauliche Einheit mit Augustusburger Straße 91), ehemals Sparkasse                | Zietenstraße 2a, 2b (Karte) | 1936                                                                | Städtebaulich wirksamer Putzbau, moderne und traditionalistische Stilformen verbindend, die Ecksituation architektonisch aufgreifend, mit qualitätvoller Eingangsgestaltung in Porphyr, von städtebaulicher Bedeutung im Zusammenhang mit dem Mietshaus Augustusburger Straße 91 | 09203110 |
|                | Mietshaus in geschlossener Bebauung | Zietenstraße 10 (Karte) | 1891                                                                | Einfach gegliederte gründerzeitlicher Klinkerfassade mit interessanten Details, weitestgehend original, baugeschichtlich von Bedeutung | 09203109 |
|                | Mietshaus in Ecklage in geschlossener Bebauung | Zietenstraße 26 (Karte) | 1907                                                                | Zeittypischer Klinkerbau von städtebaulicher Bedeutung, geschlossen erhaltene Gründerzeit-Eckbebauung gleichen Typs an einer Straßenkreuzung (mit Zietenstraße 28 und Sonnenstraße 69 und 70), in vollständig erhaltener Form Seltenheitswert | 09206019 |
| Weitere Bilder | Mietshaus in Ecklage in geschlossener Bebauung | Zietenstraße 28 (Karte) | 1905                                                                | Zeittypischer Klinkerbau von städtebaulicher Bedeutung, geschlossen erhaltene Gründerzeit-Eckbebauung gleichen Typs an einer Straßenkreuzung (mit Zietenstraße 26 und Sonnenstraße 69 und 70), in vollständig erhaltener Form Seltenheitswert | 09303192 |
| Weitere Bilder | Mietshaus in geschlossener Bebauung | Zietenstraße 30 (Karte) | 1911                                                                | Anspruchsvoll gestalteter Mietsbau mit mächtigem Dacherker, baugeschichtlich von Bedeutung | 09203105 |
|                | Mietshaus in geschlossener Bebauung | Zietenstraße 32 (Karte) | Bezeichnet mit 1909                                                 | Qualitätvoller, weitestgehend original erhaltener Mietsbau, straßenbildprägender Seitenrisalit mit Dacherker, baugeschichtlich von Bedeutung | 09203106 |
|                | Mietshaus in Ecklage | Zietenstraße 37 (Karte) | 1890                                                                | Anspruchsvoll gestalteter Mietsbau in markanter städtebaulicher Situation, baugeschichtlich von Bedeutung | 09203103 |
| Weitere Bilder | Mietshaus in geschlossener Bebauung in Ecklage | Zietenstraße 40a (Karte) | 1909                                                                | Qualitätvoller Mietsbau, repräsentativer Eckerker, in markanter städtebaulicher Situation, baugeschichtlich von Bedeutung | 09203104 |
| Weitere Bilder | Mietshaus in geschlossener Bebauung in Ecklage | Zietenstraße 42 (Karte) | 1909                                                                | Anspruchsvoll gestalteter Mietsbau, repräsentativer Eckerker, in markanter städtebaulicher Situation, baugeschichtlich von Bedeutung | 09203102 |
|                | Mietshaus in geschlossener Bebauung | Zietenstraße 49 (Karte) | 1905                                                                | Gut erhaltener gründerzeitlicher Klinkerbau, gegliedert durch abwechslungsreiche Fensterverdachungen und Gurtbänder, baugeschichtlich von Bedeutung | 09202891 |
|                | Mietshaus in geschlossener Bebauung | Zietenstraße 55 (Karte) | 1905                                                                | Reich gestalteter, original erhaltener, gründerzeitlicher Klinkerbau mit interessanten Baudetails, baugeschichtlich von Bedeutung | 09203153 |
|                | Mietshaus in geschlossener Bebauung | Zietenstraße 56 (Karte) | 1912                                                                | Zeittypischer Putzbau in gutem Originalzustand, Reformstilbau der Zeit um 1910, baugeschichtlich von Bedeutung | 09206012 |
|                | Mietshaus in geschlossener Bebauung in Ecklage | Zietenstraße 59 (Karte) | 1907                                                                | Markanter Putzbau in städtebaulich wichtiger Situation, von Bedeutung prägnante Dachlandschaft mit kuppelartigen Bekrönungen, baugeschichtlich von Bedeutung | 09202888 |
|                | Mietshaus in geschlossener Bebauung in Ecklage | Zietenstraße 60 (Karte) | 1909                                                                | Aufwendig gestalteter Putzbau in markanter städtebaulicher Situation, Eckausbildung mit Erker hervorgehoben, baugeschichtlich von Bedeutung | 09202879 |
|                | Mietshaus in geschlossener Bebauung | Zietenstraße 61 (Karte) | 1906                                                                | Schlichter gründerzeitlicher Klinkerbau mit bemerkenswerten porphyrnen Gliederungselementen, baugeschichtlich von Bedeutung | 09202889 |
|                | Mietshaus in geschlossener Bebauung | Zietenstraße 62 (Karte) | 1906                                                                | Ausgewogen gegliederter Putzbau in originalem Zustand, wertvoll auf Grund der im Eingang befindlichen Malereien, baugeschichtlich von Bedeutung | 09202880 |
|                | Mietshaus in geschlossener Bebauung | Zietenstraße 63 (Karte) | 1906                                                                | Reich gegliederter gründerzeitlicher Klinkerbau, original erhalten, baugeschichtlich von Bedeutung | 09202883 |
|                | Mietshaus in geschlossener Bebauung | Zietenstraße 67 (Karte) | 1910                                                                | Mietsbau mit originaler Putzornamentik, zurückhaltend gestaltet, baugeschichtlich von Bedeutung | 09202882 |
|                | Mietshaus in geschlossener Bebauung in Ecklage | Zietenstraße 69 (Karte) | Bezeichnet mit 1908                                                 | Markanter Eckbau mit repräsentativen Fenstereinrahmungen, städtebaulich markante Eckausbildung, baugeschichtlich von Bedeutung | 09202884 |
|                | Mietshaus in geschlossener Bebauung in Ecklage, mit Vorgarten zur Humboldtstraße                                                                       | Zietenstraße 70 (Karte) | 1912                                                                | Qualitätvoller, original erhaltener Putzbau in markanter städtebaulicher Situation, baugeschichtlich von Bedeutung | 09202885 |
|                | Mietshaus in geschlossener Bebauung in Ecklage | Zietenstraße 71 (Karte) | 1911                                                                | Fein strukturierte Klinkerfassade mit porphyrnen Gliederungselementen, markante städtebauliche Situation, ungewöhnliche Fassadengestaltung, baugeschichtlich von Bedeutung | 09202887 |
| Weitere Bilder | Mietshaus in geschlossener Bebauung in Ecklage, mit Vorgarten zur Humboldtstraße                                                                       | Zietenstraße 72 (Karte) | 1912                                                                | Markanter Putzbau im Reformstil der Zeit um 1910, in städtebaulich wichtiger Position, baugeschichtlich von Bedeutung | 09202886 |
|                | Mietshaus in geschlossener Bebauung | Zietenstraße 73 (Karte) | 1907                                                                | Qualitätvoller, ausgewogen gegliederter Putzbau mit rustiziertem Erdgeschoss, sehr gut erhalten, baugeschichtlich von Bedeutung | 09202901 |
|                | Mietshaus in geschlossener Bebauung | Zietenstraße 74 (Karte) | 1910                                                                | Qualitätvoller Mietsbau mit straffer, symmetrischer Fassadengliederung, in gutem Zustand, baugeschichtlich von Bedeutung | 09202892 |
|                | Mietshaus in geschlossener Bebauung | Zietenstraße 75 (Karte) | 1907                                                                | Anspruchsvoll gestalteter Mietsbau, symmetrisch zu Nr. 77, bemerkenswerte Baudetails, teilweise in Jugendstilformen, baugeschichtlich von Bedeutung | 09203241 |
|                | Mietshaus in geschlossener Bebauung | Zietenstraße 76 (Karte) | 1911                                                                | Anspruchsvoll gestalteter Etagenwohnbau mit reicher malerischer Innendekoration, baugeschichtlich von Bedeutung | 09202893 |
|                | Mietshaus in geschlossener Bebauung | Zietenstraße 77 (Karte) | 1907                                                                | Anspruchsvoll gestalteter, original erhaltener Putzbau mit bemerkenswerten Baudetails, teilweise in Jugendstilformen, baugeschichtlich von Bedeutung | 09202900 |
|                | Mietshaus in geschlossener Bebauung | Zietenstraße 102 (Karte) | Um 1905                                                             | Fein gestaltete gründerzeitliche Klinkerfassade in weitestgehend originalem Zustand, baugeschichtlich von Bedeutung | 09202898 |
|                | Mietshaus in Ecklage, mit Vorgarten zur Heinrich-Schütz-Straße                                                                                         | Zietenstraße 104 (Karte) | Um 1905                                                             | Original erhaltene gründerzeitliche Klinkerfassade in städtebaulich wichtiger Position, straßenbildprägender Erker, baugeschichtlich von Bedeutung | 09202894 |

## Ehemalige Denkmäler
| Bild                                    | Bezeichnung             | Lage                             | Datierung | Beschreibung                                                                             | ID |
| --------------------------------------- | ----------------------- | -------------------------------- | --------- | ---------------------------------------------------------------------------------------- | -- |
| Direkt Bild zu diesem Denkmal hochladen | Mietshaus               | Lessingstraße 5 (Karte)          | 1869      | Abgerissen zwischen 2006 und 2009, Streichung aus der Denkmalliste vor 2010              |    |
| Direkt Bild zu diesem Denkmal hochladen | Mietshaus               | Lessingstraße 7 (Karte)          | 1875      | Abgerissen zwischen 2006 und 2009, Streichung aus der Denkmalliste vor 2010              |    |
|                                         | Mietshaus und Vorgarten | Münchner Straße 27, 29 (Karte)   | Um 1928   | Saniert, Streichung von der Denkmalliste 2010                                            |    |
| Direkt Bild zu diesem Denkmal hochladen | Mietshaus               | Palmstraße 20 (Karte)            | 1900      | Abgerissen zwischen 2006 und 2009, Streichung von der Denkmalliste 2010                  |    |
| Weitere Bilder                          | Mietshaus               | Palmstraße 21 (Karte)            | 1903      | Ende 2008 abgerissen, Streichung von der Denkmalliste 2010                               |    |
| Direkt Bild zu diesem Denkmal hochladen | Mietshaus               | Palmstraße 23 (Karte)            | 1899      | Ende 2008 abgerissen, Streichung von der Denkmalliste 2010                               |    |
| Weitere Bilder                          | Mietshaus und Vorgarten | Paul-Gerhardt-Straße 58 (Karte)  | 1906      | Erhalten, Streichung von der Denkmalliste 2010                                           |    |
| Direkt Bild zu diesem Denkmal hochladen | Mietshaus               | Peterstraße 22 (Karte)           | 1885      | Abgerissen zwischen 2001 und 2006, Streichung aus der Denkmalliste vor 2010              |    |
| Direkt Bild zu diesem Denkmal hochladen | Mietshaus               | Peterstraße 24 (Karte)           | 1883      | Abgerissen zwischen 2006 und 2009, Streichung aus der Denkmalliste vor 2010              |    |
| Direkt Bild zu diesem Denkmal hochladen | Mietshaus               | Peterstraße 25 (Karte)           | Um 1870   | Abgerissen zwischen 2006 und 2009, Streichung aus der Denkmalliste vor 2010              |    |
|                                         | Mietshaus               | Reinhardtstraße 18 (Karte)       | 1903      | Ende 2008 abgerissen, ehemals Eigentum der GGG, Streichung aus der Denkmalliste vor 2010 |    |
| Direkt Bild zu diesem Denkmal hochladen | Mietshaus               | Reinhardtstraße 19 (Karte)       | 1911      | Abgerissen zwischen 2001 und 2006, Streichung aus der Denkmalliste vor 2010              |    |
| Direkt Bild zu diesem Denkmal hochladen | Mietshaus               | Reinhardtstraße 21 (Karte)       | 1907      | Abgerissen zwischen 2001 und 2006, Streichung aus der Denkmalliste vor 2010              |    |
| Weitere Bilder                          | Mietshaus               | Sebastian-Bach-Straße 2 (Karte)  | 1910      | Saniert, Streichung von der Denkmalliste 2010                                            |    |
| Weitere Bilder                          | Mietshaus               | Sebastian-Bach-Straße 4 (Karte)  | 1911      | Saniert, Streichung von der Denkmalliste 2010                                            |    |
| Weitere Bilder                          | Mietshaus               | Sebastian-Bach-Straße 6 (Karte)  | 1910      | Saniert, Streichung von der Denkmalliste 2010                                            |    |
| Direkt Bild zu diesem Denkmal hochladen | Mietshaus               | Sebastian-Bach-Straße 14 (Karte) | 1908      | Abgerissen 2007, Streichung aus der Denkmalliste vor 2010                                |    |
| Direkt Bild zu diesem Denkmal hochladen | Mietshaus               | Zietenstraße 80 (Karte)          | 1910      | Abgerissen 2007, Streichung aus der Denkmalliste vor 2010                                |    |
| Direkt Bild zu diesem Denkmal hochladen | Mietshaus               | Zietenstraße 97 (Karte)          | 1909      | Abgerissen zwischen 2001 und 2006, Streichung aus der Denkmalliste vor 2010              |    |
| Direkt Bild zu diesem Denkmal hochladen | Mietshaus               | Zietenstraße 99 (Karte)          | 1907      | Abgerissen zwischen 2001 und 2006, Streichung aus der Denkmalliste vor 2010              |    |

## Tabellenlegende
- Bild: Bild des Kulturdenkmals, ggf. zusätzlich mit einem Link zu weiteren Fotos des Kulturdenkmals im Medienarchiv Wikimedia Commons. Wenn man auf das Kamerasymbol klickt, können Fotos zu Kulturdenkmalen aus dieser Liste hochgeladen werden:
- Bezeichnung: Denkmalgeschützte Objekte und ggf. Bauwerksname des Kulturdenkmals
- Lage: Straßenname und Hausnummer oder Flurstücknummer des Kulturdenkmals. Die Grundsortierung der Liste erfolgt nach dieser Adresse. Der Link (Karte) führt zu verschiedenen Kartendiensten mit der Position des Kulturdenkmals. Fehlt dieser Link, wurden die Koordinaten noch nicht eingetragen. Sind diese bekannt, können sie über ein Tool mit einer Kartenansicht einfach nachgetragen werden. In dieser Kartenansicht sind Kulturdenkmale ohne Koordinaten mit einem roten bzw. orangen Marker dargestellt und können durch Verschieben auf die richtige Position in der Karte mit Koordinaten versehen werden. Kulturdenkmale ohne Bild sind an einem blauen bzw. roten Marker erkennbar.
- Datierung: Baubeginn, Fertigstellung, Datum der Erstnennung oder grobe zeitliche Einordnung entsprechend des Eintrags in der sächsischen Denkmaldatenbank
- Beschreibung: Kurzcharakteristik des Kulturdenkmals entsprechend des Eintrags in der sächsischen Denkmaldatenbank, ggf. ergänzt durch die dort nur selten veröffentlichten Erfassungstexte oder zusätzliche Informationen
- ID: Vom Landesamt für Denkmalpflege Sachsen vergebene, das Kulturdenkmal eindeutig identifizierende Objekt-Nummer. Der Link führt zum PDF-Denkmaldokument des Landesamtes für Denkmalpflege Sachsen. Bei ehemaligen Kulturdenkmalen können die Objektnummern unbekannt sein und deshalb fehlen bzw. die Links von aus der Datenbank entfernten Objektnummern ins Leere führen. Ein ggf. vorhandenes Icon  führt zu den Angaben des Kulturdenkmals bei Wikidata.